# Zalesie (sielsowiet Wielkie Sioło)
Zalesie (biał. Залессе; ros. Залесье) – wieś na Białorusi, w obwodzie brzeskim, w rejonie prużańskim, w sielsowiecie Wielkie Sioło, w lasach Parku Narodowego „Puszcza Białowieska”, przy drodze republikańskiej P78.
W dwudziestoleciu międzywojennym zaścianek Zalesie leżał w Polsce, w województwie poleskim, w powiecie prużańskim. 